# Aftermath (film 1914)
Aftermath è un film muto del 1914. Il nome del regista non viene riportato nei titoli della pellicola che si basa sull'omonimo lavoro teatrale di William Addison Hervey.
È il terzo film interpretato da Virginia Pearson, un'attrice di 28 anni che aveva debuttato nel 1910 in un cortometraggio della Vitagraph.

## Trama
Rimasta orfana, Ruth Morgan lascia la cittadina di provincia dove vive per tentare la fortuna nella grande città. Nello stesso tempo, anche il medico Allan Buchannan prende la medesima decisione. Ma nessuno dei due trova la fortuna: Ruth si lascia irretire da un ricco playboy che poi la lascia; il medico, invece, prescrive per errore un farmaco che provoca la morte di un bambino. Depresso, Allan giunge alla decisione di suicidarsi dopo che gli giunge anche la notizia della morte di sua sorella. Sulla riva del fiume incontra Ruth, venuta lì con il suo stesso proposito, quello di morire. I due, adesso, cercano di impedire all'altro di fare quel passo supremo. Aiutandosi l'un l'altra, vogliono tentare di ricostruire insieme le loro vite disastrate. Si sposano e pare che la fortuna cominci ad assisterli. Per ricambiare un favore, un uomo molto ricco offre ad Allan un buon lavoro. Sembra che le cose comincino ad andare bene, ma Ruth scopre che il loro benefattore non è altri che l'uomo che l'ha sedotta e tradita. Quando rivela quel fatto al marito, Allan ne è devastato. Ma, poi, giunge alla decisione che la cosa migliore sia quella di lasciarsi il passato alle spalle per affrontare con fiducia il futuro.

## Produzione
Fu prodotto dalla Famous Players Film Company.

## Distribuzione
Il film uscì nelle sale cinematografiche statunitensi il 20 agosto 1914, presentato da Daniel Frohman.